# Rivalen der Manege
Rivalen der Manege ist ein deutsches Filmmelodram aus der Zirkuswelt von 1958. Unter der Regie von Harald Philipp spielen Claus Holm, Elma Karlowa, Germaine Damar und Helmut Schmid die Hauptrollen.

## Handlung
In der Zirkuswelt der frühen deutschen Nachkriegszeit: Unter dem großen Zelt von Zirkus Williams treten die Trapezkünstler Bimbo und Marianne Tagore auf, die die Stars dieser Manege sind. Ihre Sensationsnummer zieht Abend für Abend viele Besucher an. Das Ehepaar hat mit Monika auch noch eine kleine Tochter. Ebenfalls an der Trapeznummer beteiligt ist Bimbos neidischer Halbbruder Kovacz, der sich um die sicheren technischen Abläufe der Nummer zu kümmern hat. Kovacz wäre gern selbst der Star der Manege, und es wurmt ihn sehr, dass er eindeutig im Schatten Bimbos steht. Auch begehrt er heimlich dessen Frau. Sein Neid und seine Missgunst führt zu Unachtsamkeit.
Eines Abends verursacht diese heikle Konstellation inmitten der Vorstellung einen fatalen Zwischenfall: Da das Sprungnetz nicht im ordnungsgemäßen Zustand ist, stürzt Marianne vor den Augen ihres Mannes und des Publikums in die Tiefe und schlägt hart auf. Kurz darauf erliegt sie ihren Verletzungen. Man gibt zunächst Bimbo die Schuld für den Unglücksfall, und er muss sich für Kovaczs Nachlässigkeit sogar vor Gericht verantworten. Auch der nachfolgende Freispruch nimmt ihm nicht die selbst auferlegten Schuldzuweisungen.
Bimbo wird in der Folgezeit depressiv und beginnt zu trinken. Für die kleine Tochter aber bleibt er der achtsame und liebevolle Vater. Eines Tages versucht Monikas Tante, Mariannes Schwester Frau Bornemann, Bimbo das Sorgerecht für das minderjährige Mädchen abzunehmen. Es wird Bimbos größter Kampf: Er möchte seine Tochter zurück zu sich holen. Zeitgleich trifft eine neue Artistin im Zirkus Williams ein, die Dompteuse Yvonne. Sie verliebt sich in Bimbo. Die junge Frau gibt ihm Hoffnung und will den verzweifelten Witwer aus seiner Selbstisolation befreien. Mit ihr als neuer Trapezpartnerin sieht er nun endlich die Möglichkeit, wieder seine alte Erfolgsnummer zu präsentieren. Erneut steigt in Kovacz der Neid auf und er plant eine technische Manipulation, um Bimbos Comeback ins Unglück zu führen. Bimbos Tochter Monika ist inzwischen zurück im Zirkus und versteckt sich dort bei ihrem Vater. Während eines körperlichen Zweikampfs zwischen Bimbo und Kovacz, der Monikas Aufenthalt der Polizei melden will, bricht im Zirkus ein Feuer aus. Bimbo rettet Kovacz das Leben, woraufhin Kovacz sich im Krankenhaus geständig zeigt.

## Produktionsnotizen
Die Dreharbeiten zu Rivalen der Manege begannen am 3. Februar 1958 und endeten im darauf folgenden Monat. Gedreht wurde im Circus Williams in Köln-Mülheim sowie in Leverkusen. Die Uraufführung erfolgte am 17. Juli 1958 im Kölner Ufa-Palast. Die Fernsehpremiere war am 2. Juli 1967 im ZDF.
Hans Raspotnik übernahm die Produktionsleitung. Das Ehepaar Mathias Matthies und Ellen Schmidt schuf die Filmbauten. Siegfried Hold war unter der Leitung von Willy Winterstein einfacher Kameramann.

## Kritik
Im Lexikon des Internationalen Films heißt es: „Unbeholfen inszeniertes deutsches Unterhaltungskino.“